# Sebastian Brinkman
Sebastian Brinkman Andersen (født 3. juni 1997) er en dansk ishockeyspiller. Han spiller i øjeblikket for  Frederikshavn White Hawks

## Biografi
Sebastian er født og opvokset i Aalborg og spillede for Aalborg IK som ungdomsspiller.
Hans lillebror Jonathan Brinkman spiller også ishockey.

## Metal Ligaen

### Aalborg Pirates

#### Sæsonen 2014-15[2]
| Grundspil     | Grundspil | Grundspil | Grundspil   | Grundspil           |
| Kampe spillet | Mål       | Assists   | Point i alt | Udvisnings minutter |
| ------------- | --------- | --------- | ----------- | ------------------- |
| 33            | 1         | 1         | 2           | 10                  |
| Slutspil      |           |           |             |                     |
| Kampe spillet | Mål       | Assists   | Point i alt | Udvisnings minutter |
| 5             | 0         | 0         | 0           | 2                   |

#### Sæsonen 2015-16[2]
| Grundspil     | Grundspil | Grundspil | Grundspil   | Grundspil           |
| Kampe spillet | Mål       | Assists   | Point i alt | Udvisnings minutter |
| ------------- | --------- | --------- | ----------- | ------------------- |
| 45            | 0         | 3         | 3           | 10                  |
| Slutspil      |           |           |             |                     |
| Kampe spillet | Mål       | Assists   | Point i alt | Udvisnings minutter |
| 4             | 0         | 0         | 0           | 0                   |

#### Sæsonen 2016-17[2]
| Grundspil     | Grundspil | Grundspil | Grundspil   | Grundspil           |
| Kampe spillet | Mål       | Assists   | Point i alt | Udvisnings minutter |
| ------------- | --------- | --------- | ----------- | ------------------- |
| 44            | 3         | 8         | 11          | 14                  |
| Slutspil      |           |           |             |                     |
| Kampe spillet | Mål       | Assists   | Point i alt | Udvisnings minutter |
| 4             | 1         | 0         | 1           | 0                   |

#### Sæsonen 2017-18[2]
| Grundspil     | Grundspil | Grundspil | Grundspil   | Grundspil           |
| Kampe spillet | Mål       | Assists   | Point i alt | Udvisnings minutter |
| ------------- | --------- | --------- | ----------- | ------------------- |
| 18            | 0         | 2         | 2           | 12                  |
| Slutspil      |           |           |             |                     |
| Kampe spillet | Mål       | Assists   | Point i alt | Udvisnings minutter |
| 15            | 1         | 0         | 1           | 4                   |

#### Sæsonen 2018-19[2]
| Grundspil     | Grundspil | Grundspil | Grundspil   | Grundspil           |
| Kampe spillet | Mål       | Assists   | Point i alt | Udvisnings minutter |
| ------------- | --------- | --------- | ----------- | ------------------- |
| 34            | 9         | 7         | 16          | 40                  |
| Slutspil      |           |           |             |                     |
| Kampe spillet | Mål       | Assists   | Point i alt | Udvisnings minutter |
| 11            | 1         | 2         | 3           | 2                   |

#### Sæsonen 2019-20[2]
| Grundspil     | Grundspil | Grundspil | Grundspil   | Grundspil           |
| Kampe spillet | Mål       | Assists   | Point i alt | Udvisnings minutter |
| ------------- | --------- | --------- | ----------- | ------------------- |
|               |           |           |             |                     |
| Slutspil      |           |           |             |                     |
| Kampe spillet | Mål       | Assists   | Point i alt | Udvisnings minutter |
|               |           |           |             |                     |